# Oude Polder van Pijnacker
De Oude Polder van Pijnacker (ook: Oude of Hooge Pijnackersche Polder) is de naam van een polder en voormalig waterschap in de gemeente Pijnacker, in de Nederlandse provincie Zuid-Holland. De polder stond ook bekend als de Hooge polder van Pijnacker.
Het waterschap was verantwoordelijk voor de drooglegging en de waterhuishouding in de polders.
In de Oude Polder wordt in 2010 een stijg-/daalpunt aangelegd voor de 380 kV hoogspanningsverbinding Zoetermeer-Wateringen.
In het westen grenst de polder aan de lagere Voorafsche polder.